# 1526
Відродження •  Реформація •  Доба великих географічних відкриттів •  Ганза •  Імперія інків

## Геополітична ситуація
Османську державу очолює Сулейман I Пишний (до 1566). Римським королем є Карл V Габсбург (до 1555). У Франції королює Франциск I (до 1547).
Середню частину Апеннінського півострова займає Папська область. Неаполітанське королівство на півдні захопила Іспанія. Могутніми державними утвореннями півночі є Венеційська республіка, Флорентійська республіка, Генуезька республіка та герцогство Міланське.
Іспанським королівством править Карл I (до 1555). В Португалії королює Жуан III Благочестивий (до 1557).
Генріх VIII є королем Англії (до 1547), королем Данії та Норвегії є Фредерік I (до 1533), королем Швеції — Густав I Ваза (до 1560). Королем Угорщини та Богемії є Фердинанд I Габсбург (до 1564). У Польщі королює Сигізмунд I Старий (до 1548), він же залишається князем Великого князівства Литовського.
Галичина входить до складу Польщі. Волинь належить Великому князівству Литовському. Московське князівство очолює Василій III (до 1533).
На заході євразійських степів існують Казанське ханство, Кримське ханство, Астраханське ханство, Ногайська орда. Єгипет захопили турки. Шахом Ірану є сефевід Тахмасп I.
У Китаї править династія Мін. Значними державами Індостану є Імперія Великих Моголів Делійський султанат, Бахмані, Віджаянагара. В Японії триває період Муроматі.
Іспанці захопили Мексику. В Імперії інків править Уайна Капак (до 1527).

## Події

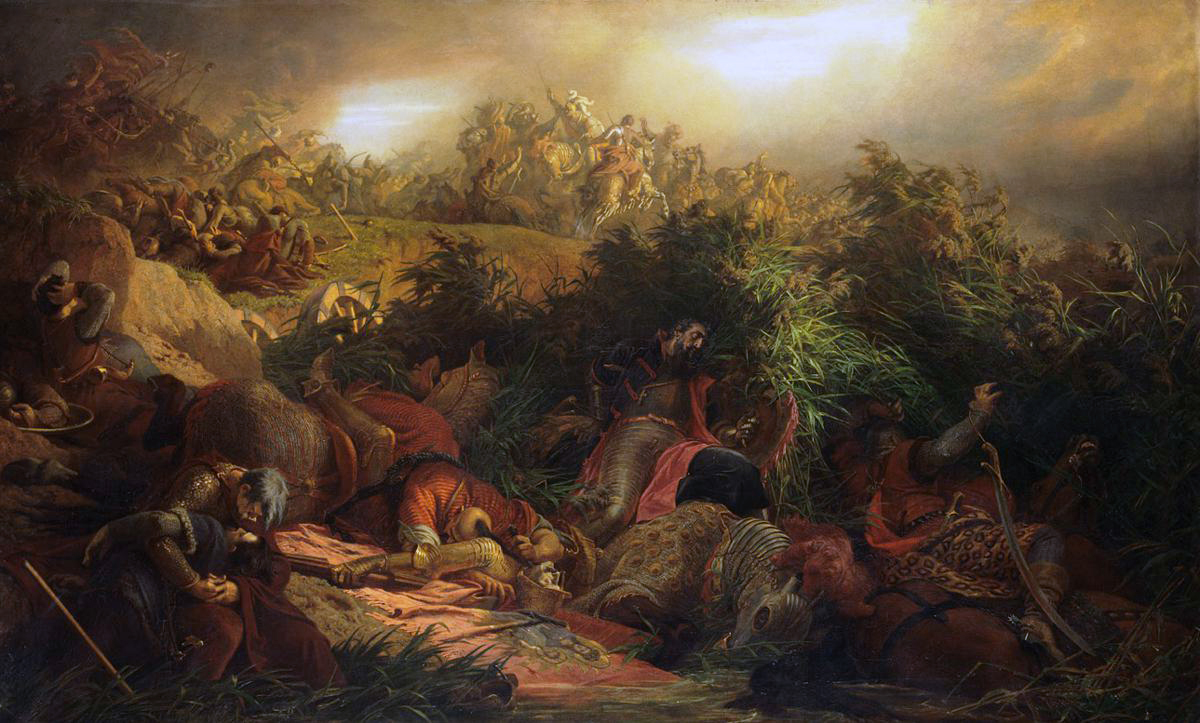
Битва при Могачі

- 29 серпня у битві під Могачем на Дунаї турецький султан і халіф Сулейман I Пишний розбив війська угорського і чеського короля Лайоша II. Король загинув у бою. У результаті поразки в цьому бою Угорщина втратила свою державну і політичну самостійність — дві третини її території відійшло до Османської імперії, а решта стала володінням Австрії. Сулейман I рушив на завоювання Відня.
- Після загибелі бездітного короля Лайоша II набув чинності братіславсько-віденський договір 1515 року, за яким спадкоємцем ягеллонського трону в Чехії і Угорщини став Фердинанд I Габсбург, австрійський ерцгерцог і брат імператора Карла V. Таким чином під владою Габсбургів об'єднались спадкоємні австрійські землі з володіннями корони святовацлавської та святостефанської.
- Альтернативно королем Угорщини проголошено Яноша Запольяї, якого підтримував турецький султан.
- Реформація:
  - На рейхстазі у Шпаєрі, в якому брав участь брат римського короля Карла V Габсбурга Фердинанд I Габсбург, фактично прийнято рішення «чиє правління, того й релігія», що дало право лютеранським князям Німеччини вийти з-під підпорядкування католицькій церкві.
  - Король Данії Фредерік I призначив архієпископа Лунда без санкції папи римського. Данія перейшла в лютеранство.
  - Олаус Петрі переклав Біблію шведською мовою.
- 21 квітня у битві при Паніпаті (поблизу Делі) нащадок Чингісхана і Тимура, правитель Фергани хан Бабур розбив війська Делійського султана Ібрагіма Лоді. Через три дні Бабур захопив Делі, заклавши тим самим основу імперії Великих Моголів. Місто Агра, на південний схід від Делі, стало новою столицею Моголів.
- Французький король Франциск I, який потрапив у полон до іспанців після битви при Павії, підписав у Мадриді мирну угоду з королем Іспанії та імператором Карлом Габсбургом. Французький король змушений був поступитися Бургундією та Фландрією, відмовитись від претензій на Неаполь та Мілан.
- 22 травня Франциск I денонсував мадридську угоду і утворив разом із папою римським та Венецією Коньякську лігу. Розпочалася Війна Коньякської ліги.
- В Італії засновано компанію Beretta.

## Народились
Докладніше: Народилися 1526 року
- Костянтин Василь Острозький

## Померли
Докладніше: Померли 1526 року
- 4 серпня — У віці 50-и років помер Хуан Себастьян де Елькано (дель Кано), баскський мореплавець, під чиїм керівництвом завершилась перша навколосвітня подорож Магеллана.